# Ally Walker
Allene Damian (Ally) Walker (Tullahoma, Tennessee, 25 augustus 1961) is een Amerikaans actrice. Ze is vooral bekend dankzij haar hoofdrol in de televisieserie "Profiler".
Walker groeide op in New Mexico en kreeg haar theateropleiding in Londen. Ze heeft ook scheikunde en biologie gestudeerd.
In 1988 maakte ze haar soapdebuut in "Santa Barbara" als Andrea Bedford. Ze is geen familie van haar toenmalige tegenspeelster Marcy Walker.
Ally Walker is getrouwd met producer John Landgraf en heeft een zoon.

## Filmografie

### Films
| Jaar | Film                                       | Rol                                   |                                      |
| ---- | ------------------------------------------ | ------------------------------------- | ------------------------------------ |
| 1988 | Aloha Summer                               |                                       | Scenes verwijderd                    |
| 1989 | Swimsuit                                   | Romella                               | Televisiefilm                        |
| 1991 | Eye of the Storm                           | Killer Girl                           |                                      |
| 1991 | Ragin' Cajun                               | Kati                                  |                                      |
| 1991 | Perry Mason: The Case of the Fatal Fashion | Julia Collier                         | Televisiefilm                        |
| 1992 | Universal Soldier                          | Veronica Roberts                      |                                      |
| 1992 | Singles                                    | Pam                                   |                                      |
| 1993 | The Seventh Coin                           | Lisa                                  |                                      |
| 1994 | When the Bough Breaks                      | Audrey Macleah                        |                                      |
| 1995 | Just Looking                               | Sherrie                               |                                      |
| 1995 | Someone to Die For                         | Alex Donaldson                        |                                      |
| 1995 | While You Were Sleeping                    | Ashley Bartlett Bacon                 |                                      |
| 1995 | Steal Big Steal Little                     | Bonnie Martin                         |                                      |
| 1996 | Bed of Roses                               | Wendy                                 |                                      |
| 1996 | Kazaam                                     | Alice Connor                          |                                      |
| 1997 | Brittle Glory                              | Elise Rosen                           |                                      |
| 1998 | Welcome to Hollywood                       | Herself                               |                                      |
| 1999 | If You Believe                             | Susan Stone                           | Televisiefilm                        |
| 1999 | Happy, Texas                               | Josephine "Joe" McClintock the Banker |                                      |
| 2005 | For Norman... Wherever You Are             |                                       | Documentaire; regisseur en producent |
| 2007 | By Appointment Only                        | Val Spencer                           | Schrijfster                          |
| 2009 | Toe to Toe                                 | Claire                                |                                      |
| 2009 | Wonderful World                            | Eliza                                 |                                      |
| 2013 | Angel's Perch                              | Judy                                  |                                      |
| 2013 | Mischief Night                             | Dr. Pomock                            |                                      |
| 2014 | April Rain                                 | Linda                                 |                                      |
| 2015 | Sex, Death and Bowling                     |                                       | Regisseur, schrijfster en producent  |

### Televisieseries
| Jaar      | Series                            | Rol                   |                             |
| --------- | --------------------------------- | --------------------- | --------------------------- |
| 1988      | Santa Barbara                     | Andrea Bedford        | 94 afl.                     |
| 1989–1990 | True Blue                         | Officer Jessica Haley | 12 afl.                     |
| 1990      | Matlock                           | Renee Williams        | Afl. "The Biker"            |
| 1992      | The Witches of Eastwick           | Alexandra Spofford    | Pilootaflevering            |
| 1993      | Moon Over Miami                   | Gwen Cross            | 13 afl.                     |
| 1996      | Wings                             | Melissa Williams      | Afl. "Love at First Flight" |
| 1996–1999 | Profiler                          | Dr. Samantha Waters   | 64 afl.                     |
| 1999      | The Pretender                     | Dr. Samantha Waters   | Afl. "End Game"             |
| 2002      | My Wonderful Life                 | Billie                | Pilootaflevering            |
| 2005      | Sleeper Cell                      | Lynn Ellen Emerson    | 2 afl.                      |
| 2006      | ER                                | Fran Bevens           | Afl.: "Body & Soul"         |
| 2006      | The Shield                        | Tori Burke            | Afl. "Postpartum"           |
| 2007      | American Dad!                     | Melinda (stem)        | Afl. "Four Little Words"    |
| 2007      | Tell Me You Love Me               | Katie                 | 10 afl.                     |
| 2008      | Boston Legal                      | Phoebe Prentice       | 2 afl.                      |
| 2008      | Law & Order                       | Gretchen Steel        | Afl. "Driven"               |
| 2009      | CSI: Crime Scene Investigation    | Rita Nettles          | Afl. "Hog Heaven"           |
| 2009      | Southland                         | Dr. Merrill Matthews  | 2 afl.                      |
| 2010      | Law & Order: Special Victims Unit | Dr. Stanton           | Afl. "Conned"               |
| 2008–2010 | Sons of Anarchy                   | FBI agent June Stahl  | 19 afl.                     |
| 2011      | The Protector                     | Gloria Sheppard       | 13 afl.                     |
| 2014      | Taxi Brooklyn                     | Frankie Sullivan      | 12 afl.                     |
| 2015–2016 | Longmire                          | Dr. Donna Monaghan    | 8 afl.                      |
| 2016–2018 | Colony                            | Helena Goldwin        | 13 afl.                     |
| 2017–2018 | Ghosted                           | Capt. Lafrey          | 16 afl.                     |

- Biblioteca Nacional de España: XX1101859
- Bibliothèque nationale de France: cb14037422f (data)
- Gemeinsame Normdatei: 141677473
- International Standard Name Identifier: 0000 0001 1466 0075
- Library of Congress Control Number: no00085988
- Nationale Bibliotheek van Polen: a0000001708870
- Virtual International Authority File: 2018365
- WorldCat: E39PBJmhK4dPjM7qdcYrQT9bh3